# Ligne 1 du métro de Nanning
Pour les articles homonymes, voir Ligne 1.
La ligne 1 du métro de Nanning (chinois : 南宁轨道交通1号线 / pinyin : Nánníng guǐdào jiāotōng 1 hào xiàn) est la première ligne de métro inaugurée dans le métro de Nanning. Associée à la couleur verte, la ligne commence à l'ouest à la gare de Shibu et termine à l'est, à la gare de Nanning-est (zh). Avec une longueur de 32,1 km et 25 stations, la ligne est entièrement souterraine.

## Histoire
Le projet est approuvé en mai 2008.
Le test de mise en service conjoint des voies de la ligne 1 débutent en mai 2015, après la finition du creusement du tunnel et de la pose des rails plus tôt la même année. La portion entre la gare de la gare de Nanning-est et la gare de Nanhu voient le début des opérations d'essai en avril 2016 et est ouverte le 28 juin. La portion ouest, de la gare de Macun à la gare de Shibu, voit des opérations d'essais le 28 août, et une ouverte provisoire le 28 décembre,. 
L'ensemble de la première ligne est inaugurée le 30 décembre 2016, les travaux d'inspection s'étant terminés le 15 décembre. Le choix de la couleur de la ligne est effectué entre le 4 et le 10 janvier 2017.
Le 21 janvier 2021, à 15:42, une compagnie effectuant des travaux d'inspection a accidentellement pénétrer une foreuse dans un tunnel de la ligne 1, effritant la paroi d'un train qui passait. L'accident n'a fait aucun blessé, mais la compagnie a reçu une amende de 500 000 元.

## Tracé et stations

### Stations
La première ligne du métro de Nanning est composée de 25 stations, dont le tunnel a été recouvert en juillet 2015.
| Nom en chinois (pinyin)              | Nom en zhuang              | Nom en français (nom anglais officiel)                                                             | Image | Transfert       | District    | Date d'inauguration |
| ------------------------------------ | -------------------------- | -------------------------------------------------------------------------------------------------- | ----- | --------------- | ----------- | ------------------- |
| 石埠 (Shíbù)                         | Sizbu                      | Shibu (Shibu)                                                                                      |       | -               | Xixiangtang | 28 décembre 2016    |
| 南职院 (Nánzhíyuàn)                  | Nanzciyenz                 | Collège pour la Technologie professionnelle de Nanning (Nanning College for Vocational Technology) |       | -               | Xixiangtang | 28 décembre 2016    |
| 鹏飞路 (Péngfēi lù)                  | Roen Bungzfaih             | Rue Pengfei (Pengfei Lu)                                                                           |       | -               | Xixiangtang | 28 décembre 2016    |
| 西乡塘客运站 (Xīxiāngtáng kèyùnzhàn) | Camh Yinhhek Sihyanghdangz | Gare routière de Xixiangtang (Xixiangtang Coach Station)                                           |       | -               | Xixiangtang | 28 décembre 2016    |
| 民族大学 (Mínzú dàxué)               | Minzcuz Dayoz              | Université des Nationalités du Guangxi (Guangxi University for Nationalities)                      |       | -               | Xixiangtang | 28 décembre 2016    |
| 清川 (Qīngchuān)                     | Cinghconh                  | Qingchuan (Qingchuan)                                                                              |       | -               | Xixiangtang | 28 décembre 2016    |
| 动物园 (Dòngwùyuán)                  | Dungvuzyenz                | Zoo de Nanning (Nanning Zoo)                                                                       |       | -               | Xixiangtang | 28 décembre 2016    |
| 鲁班路 (Lǔbān lù)                    | Roen Lujbanh               | Rue Luban (Luban Lu)                                                                               |       | -               | Xixiangtang | 28 décembre 2016    |
| 广西大学 (Guǎngxī dàxué)             | Gvangjsih Dayoz            | Université du Guangxi (zh) (Guangxi University)                                                    |       | Ligne 5         | Xixiangtang | 28 décembre 2016    |
| 白苍岭 (Báicānglǐng)                 | Bwzcanghlingj              | Baicangling (Baicangling)                                                                          |       | -               | Xixiangtang | 28 décembre 2016    |
| 火车站 (Huǒchēzhàn)                  | Hojcehcan                  | Gare de Nanning (zh) (Nanning Railway Station)                                                     |       | Ligne 2         | Xingning    | 28 décembre 2016    |
| 朝阳广场 (Chāoyáng guǎngchǎng)       | Cauzyangz Gvangjcangz      | Place Chaoyang (zh) (Chaoyang Square)                                                              |       | Ligne 2 Ligne 7 | Xingning    | 28 décembre 2016    |
| 新民路 (Xīnmín lù)                   | Roen Sinhminz              | Rue Xinmin (Xinmin Lu)                                                                             |       | -               | Qingxiu     | 28 décembre 2016    |
| 民族广场 (Mínzú guǎngchǎng)          | Minzcuz Gvangjcangz        | Place des Nationalités (Minzu Square)                                                              |       | -               | Qingxiu     | 28 décembre 2016    |
| 麻村 (Mácūn)                         | Mazcunh                    | Macun (Macun)                                                                                      |       | -               | Qingxiu     | 28 décembre 2016    |
| 南湖 (Nánhú)                         | Nanzhuz                    | Nanhu (Nanhu)                                                                                      |       | -               | Qingxiu     | 28 juin 2016        |
| 金湖广场 (Jīnhú guǎngchǎng)          | Ginhhuz Gvangjcangz        | Place Jinhu (zh) (Jinhu Square)                                                                    |       | Ligne 3         | Qingxiu     | 28 juin 2016        |
| 会展中心 (Huìzhǎn zhōngxīn)          | Veicanj Cunghsinh          | Palais des Congrès et des expositions (Convention & Exhibition Center)                             |       | -               | Qingxiu     | 28 juin 2016        |
| 万象城 (Wànxiàngchéng)               | Vansiengcwngz              | Wanxiangcheng (Wanxiangcheng)                                                                      |       | -               | Qingxiu     | 28 juin 2016        |
| 东盟商务区 (Dōngméng shāngwùqū)      | Dunghmungz Sanghvugih      | District financier de l'ASEAN (ASEAN Business District)                                            |       | -               | Qingxiu     | 28 juin 2016        |
| 凤岭 (Fènglǐng)                      | Funglingj                  | Fengling (Fengling)                                                                                |       | -               | Qingxiu     | 28 juin 2016        |
| 埌东客运站 (Làngdōng kèyùnzhàn)      | Camh Yinhhek Langdungh     | Gare routière de Langdong (zh) (Langdong Coach Station)                                            |       | Ligne 6         | Qingxiu     | 28 juin 2016        |
| 百花岭 (Bǎihuālǐng)                  | Bwzvahlingj                | Baihualing (Baihualing)                                                                            |       | -               | Qingxiu     | 28 juin 2016        |
| 佛子岭 (Fózilǐng)                    | Fuzswjlingj                | Foziling (Foziling)                                                                                |       | -               | Qingxiu     | 28 juin 2016        |
| 火车东站 (Huǒchē dōngzhàn)           | Hojceh Dunghcan            | Gare de Nanning-est (zh) (Nanning East Railway Station)                                            |       | Ligne 7         | Qingxiu     | 28 juin 2016        |

## Exploitation
Les passages des trains de la ligne se font aux 5 minutes lors des heures de pointe, de 7:30 à 9:00 et de 17:30 à 19:30 pendant les jours de la semaine, et se font aux 7 minutes le reste du temps. Pendant les jours fériés et la fin de semaine, l'intervalle de passage est de 7 minutes de 6:30 à 12:00 et de 6 minutes de 12:00 à 23:00. Le premier passage se fait à la gare de Shibu à 6:30 et le dernier part à 23:00.